# 힐스테이트 송도 더테라스
힐스테이트 송도 더테라스(영어: Hillstate Songdo Terrace)는 대한민국 인천광역시 연수구 송도동 316에 위치한 총 9개동의 초고층 주거형 오피스텔 (아파텔) 단지의 특징으로는 전 2,784세대 84제곱미터의 전용 면적을 가지고 있다.

## 구성
다음은 힐스테이트 송도 더테라스의 구성이다.
| 건물  | 층수 |
| ----- | ---- |
| 101동 | 39층 |
| 102동 | 48층 |
| 103동 | 49층 |
| 104동 | 49층 |
| 105동 | 49층 |
| 106동 | 48층 |
| 107동 | 49층 |
| 108동 | 49층 |

## 같이 보기
- 인천광역시의 마천루 목록